# Tököl
Tököl là một thành phố thuộc hạt Pest, Hungary. Thành phố này có diện tích 38,49 km², dân số năm 2010 là 10227 người, mật độ 266 người/km².